# Jean Delarge
Jean Delarge, född 6 april 1906 i Liège, död 1977, var en belgisk boxare.
Delarge blev olympisk mästare i weltervikt i boxning vid sommarspelen 1924 i Paris.